# TDK-Micronas
Die TDK-Micronas GmbH ist ein Entwickler und Hersteller von halbleiterbasierten Sensor- und IC-Systemlösungen für die Automobil- und Industrieelektronik. Im Jahr 2016 wurde die frühere Micronas Semiconductor Holding AG von der japanischen TDK übernommen und umfirmiert in TDK-Micronas GmbH.

## Geschichte

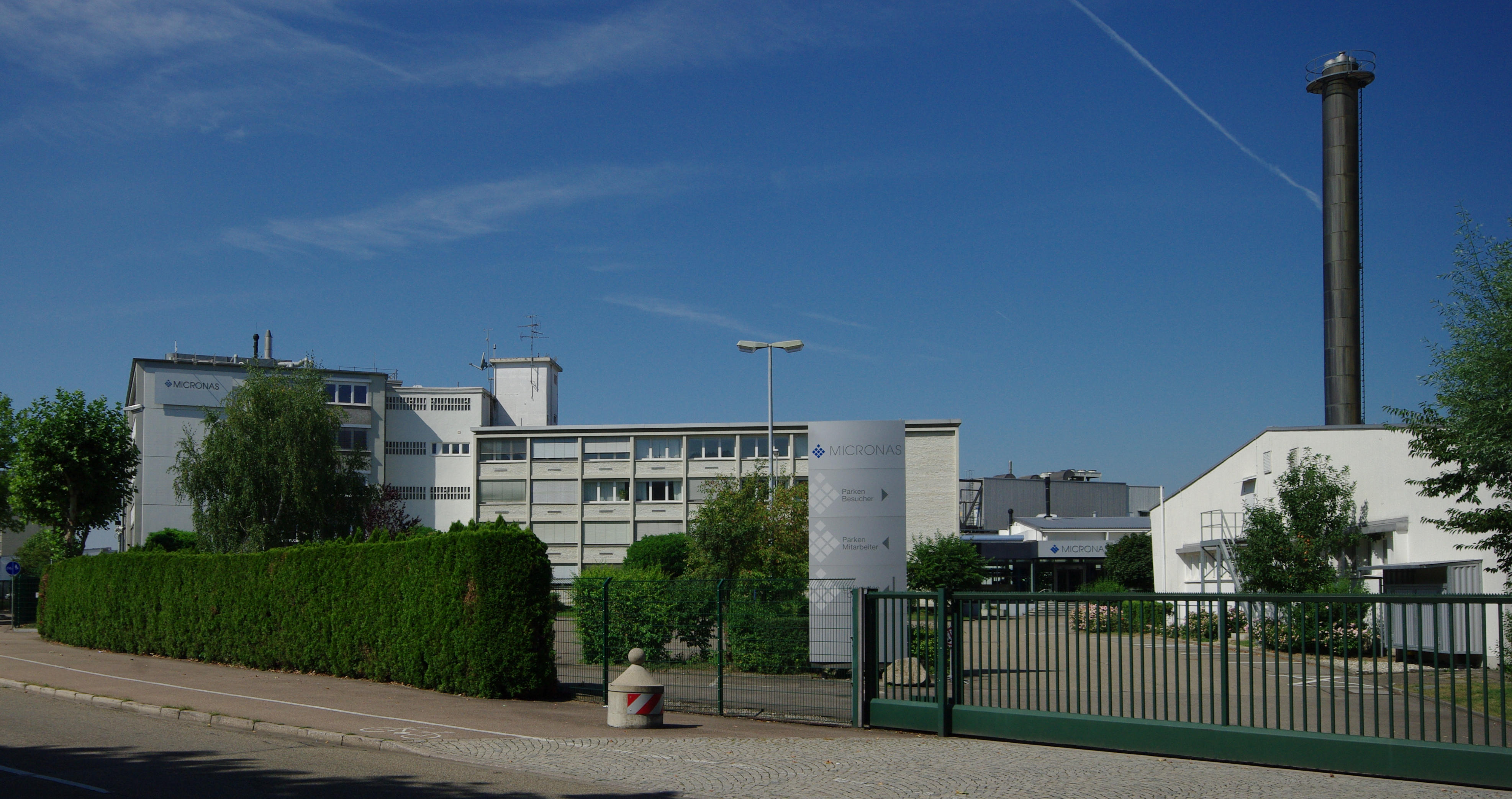
Firmensitz von TDK-Micronas in Freiburg im Breisgau

Im Mai 1989 wurde in der Schweiz das Unternehmen Crosstec Engineering AG gegründet. Dieses wurde im Juli 1992 von der finnischen Nokia-Tochter Micronas Oy übernommen und firmierte danach unter Micronas. 1995 erfolgte die Gründung der Micronas Semiconductor Holding AG in Zürich und vier Monate später die Notierung des Unternehmens an der Schweizer Börse. 1997 übernahm Micronas das in Freiburg im Breisgau ansässige ITT-Tochterunternehmen Intermetall.
Von 2000 an hielt die Micronas Holding AG 15 % von Analog Circuit Technologies (später innoCOMM Wireless) in San Diego, Kalifornien, bis innoCOMM Wireless im Februar 2001 von National Semiconductor übernommen wurde. Im Oktober des gleichen Jahres akquiriert Micronas die Bereiche Image und Video von Infineon, im April 2003 das niederländische Designcenter von Microtune, im Mai 2004 LINX Electronics, im Dezember 2005 WISchip International.
In den Jahren 2007 und 2008 erfolgte eine Restrukturierung des Consumer-Segments. Teilbereiche der Sparte Unterhaltungselektronik wurden 2009 verkauft, der Rest geschlossen. Im Jahr 2010 gründete Micronas neben ihrer Sparte Automobilelektronik das Geschäftsfeld Industrial und konzentriert sich damit sowohl auf den Automobil-, als auch auf den Industriemarkt. 2016 übernahm die TDK Corporation das Unternehmen für rund 214 Millionen Franken. Anschließend wurden die Aktien der Micronas Semiconductor Holding AG von der Schweizer Börse dekotiert und der in Freiburg im Breisgau ansässige operative Hauptsitz umfirmiert in TDK-Micronas GmbH. TDK ist ein international tätiger Anbieter elektronischer und magnetischer Komponenten für den Automobil-, Industrie- und Consumer-Markt sowie für die Informations- und Kommunikationstechnik. TDK-Micronas erweitert das Produktspektrum um Hall-Effekt-basierte Magnetfeldsensoren und Microcontroller-ICs, die unter der Marke „Micronas“ vertrieben werden. 2017 übernahm TDK-Micronas das belgische IC-Designunternehmen ICsense.
Aufgrund des globalen Wirtschaftseinbruchs als Folge der Covid-19-Pandemie musste die Firma im Jahr 2020 Kurzarbeit anmelden. Als 2021 die Wirtschaft wieder Fahrt aufnahm, kam es zu Lieferengpässen in der Chipindustrie und Micronas musste seinen Personalbestand aufstocken. Mit 950 Angestellten ist sie einer der größten privaten Arbeitgeber in Freiburg. 95 % der Sensoren gehen in die Autoindustrie.

## Unternehmensstruktur und Produkte
Operative Zentrale des Unternehmens und Produktionsstandort ist Freiburg im Breisgau (Deutschland). Im März 2017 übernahm TDK-Micronas das belgische IC-Design-Unternehmen ICsense.
TDK-Micronas entwickelt und produziert Halbleiterprodukte für Automobil- und Industrieanwendungen. Dazu gehören Magnetfeld- und Stromsensoren, deren Funktionsweise auf dem Hall-Effekt beruht (Hall-Schalter, lineare Hall-Sensoren, Direktwinkelsensoren) sowie embedded Controller für intelligente Aktuatoren.

### Beteiligungen
Die TDK-Micronas GmbH unterhält mehrere Tochterunternehmen:
- TDK-Micronas K.K., Tokyo (Japan), (Marketing & Sales)
- TDK-Micronas New Technologies GmbH, Haar (bei München) (Deutschland),(R&D, Sales)
- ICsense N.V., Leuven (Belgien), (R&D)

## Qualitäts- und Umweltmanagement

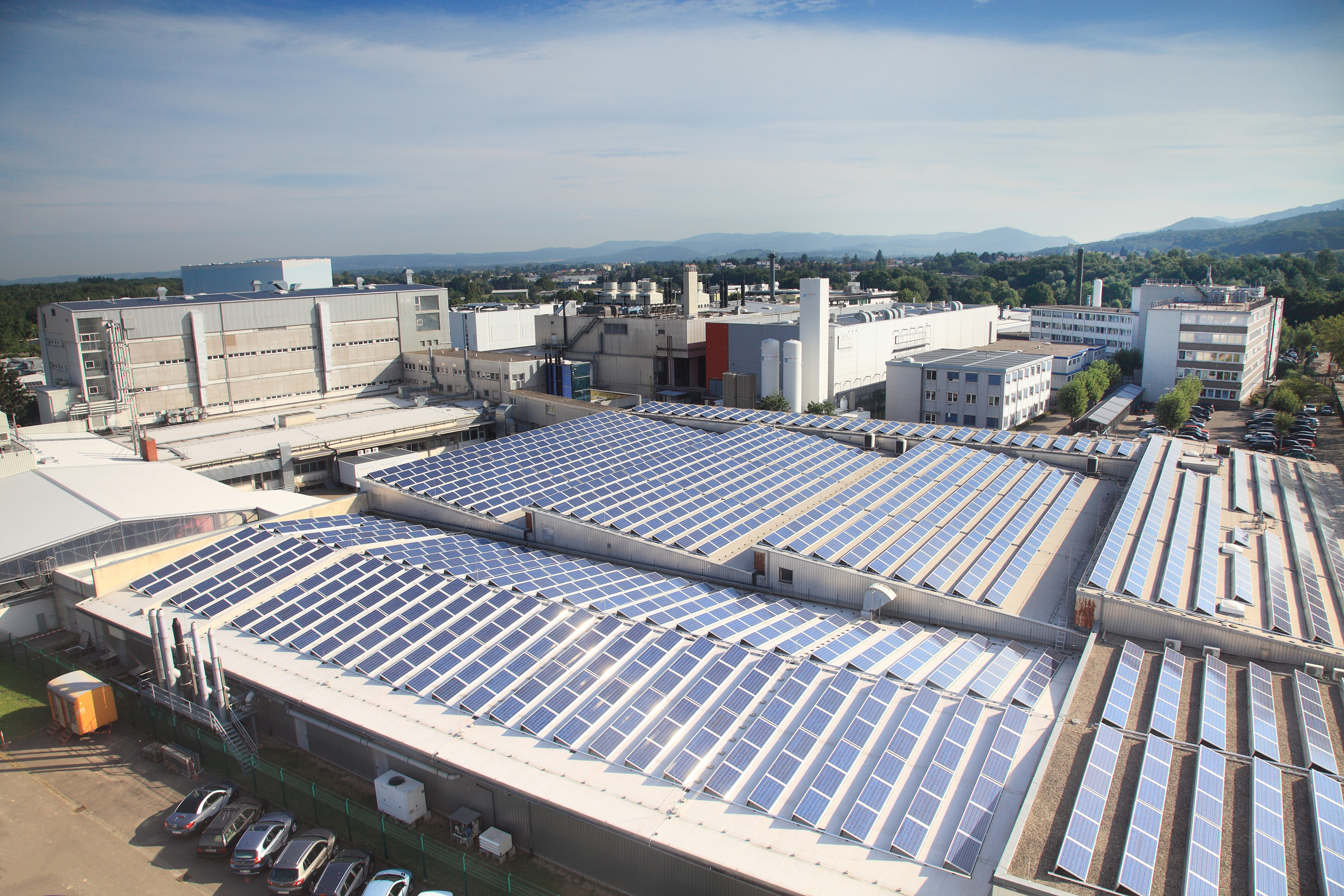
Photovoltaikanlage auf den Dächern der TDK-Micronas GmbH in Freiburg

### Umweltzertifizierungen
- 2002, EMAS-Zertifizierung der Micronas GmbH
- 2011, ISO 14001-Rezertifizierung der Micronas GmbH
- AAA-Zertifizierung der Micronas GmbH durch ACE Risk Management Services

Im Dezember 2011 errichtet die Micronas GmbH auf ihren Dächern eine 2000 m² große Photovoltaikanlage. Im Juli 2014 ging ein Blockheizkraftwerk mit Kraft-Wärme-Kälte-Kopplung am Standort Freiburg in Betrieb.

### Automotive-Zertifizierungen
- ISO/TS 16949
- ISO 9001
- ISO 14001
- IEC 61340-5-1